# Feminnem
Feminnem er en bosnisk-kroatisk pigegruppe. Gruppen blev dannet under det kroatiske Idol-show i 2004 og består af Neda Parmác, Pamela Ramljak og Nika Antolos. Der har dog tidligere været to andre medlemmer i gruppen, Ivana Maric og Nikol Bulat.
De har deltaget ved Eurovision Song Contest to gange:
| År   | Land                | Sang        | Plads     | Point |
| ---- | ------------------- | ----------- | --------- | ----- |
| 2005 | Bosnien-Hercegovina | Call me     | 14        | 79    |
| 2010 | Kroatien            | Lako je sve | 13 (semi) | 33    |

De stillede desuden op til den kroatiske finale i 2009 og fik her en 3. plads med sangen Poljupci u boji.